# パブロ・ルイス

パブロ・ルイス (Pablo Ruiz 本名: Pablo Maximiliano Miguel Coronel Vidoz (パブロ・マクシミリアン・ミゲル・コロネル・ビドズ)、1975年5月4日)は、アルゼンチン、ブエノスアイレス出身の歌手、俳優、ダンサー。

## ディスコグラフィ
- Pablo Ruiz パブロルイス (1985)
- Un Ángel 天使 (1988)
- Océano オーシャン (1989)
- Espejos Azules ブルーミラー (1990)
- Irresistible 魅力的 (1992)
- 60/90 (1994)
- Aire 空気 (1997)
- Was It Something That I Didn't Say? それが何か私は言わなかったか？ (1999)
- Jamás 決して (2001)
- Necesito Tus Besos 私はあなたのキスが必要 (2003)
- Demasiado Tarde 遅すぎる (2005)
- Renacer リバイブ (2009)